# 龍光寺 (さくら市)
龍光寺（りゅうこうじ）は、栃木県さくら市にある臨済宗円覚寺派の寺院。山号は慈雲山。本尊は釈迦如来。

## 歴史
創建年代は不詳だが、足利尊氏の開基により創建されたと伝えられる。当初は寺号を東勝寺と号し、尊氏とその弟直義が全国に設置した安国寺利生塔のうち下野国における安国寺に指定されたという。
戦国時代、喜連川城に入った足利頼氏は、豊臣秀吉の軍勢によって焼失したこの寺を再興し、父頼純の法号から龍光院と改めた。以後喜連川氏の帰依を得て江戸時代にはその菩提寺となっていた。第二次大戦後の1953年（昭和28年）寺号が現在の龍光寺と改められた。